# Jarosław Zarębski
Jarosław Zarębski (Walbrzezno, 26 januari 1979) is een Poolse wielrenner. Zarębski maakte in 2002 zijn debuut als professioneel wegwielrenner. Hij heeft tot nu toe 10 zeges op zijn naam staan.

## Overwinningen
2002
- 3e etappe Ronde van Uruguay
- 3e etappe Inter. Course 4 Asy Fiata Autopoland

2003
- Puchar Wojta Gminy Chrzastowice

2004
- Sobotka
- 2e etappe Szlakiem Grodow Piastowskich

2005
- Szlakiem Grodow Piastowskich criterium
- 4e etappe Szlakiem Grodow Piastowskich
- Proloog Baltyk-Karkonosze-Tour

2007
- Eindklassement Kalisz - Konin
- Proloog Szlakiem Grodow Piastowskich

## Tourdeelnames
geen